# Mount House

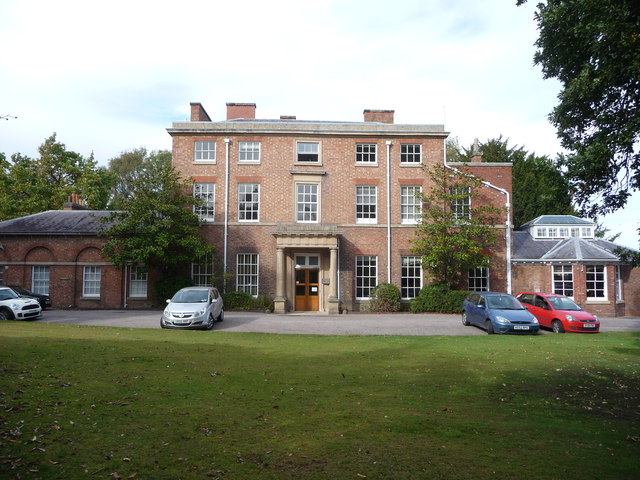
The Mount

The Mount, que oficialment es coneix com a Mount House és una casa d'estil georgià de Shrewsbury. Va ser el lloc de naixement del naturalista Charles Darwin.
Va ser construïda en estil georgià l'any 1800 per part del metge i pare de Charles Darwin, Robert Darwin. Charles Darwin hi nasqué el12 de febrer de 1809. Robert Darwin hi morí el 13 de novembre de 1848.
A partir de 2004, aquesta casa està ocupada pel District Valuer i Valuation Office de Shrewsbury, i es pot visitar. L'edifici està llistat amb el grau II*.